# Hundsturmer Kapelle

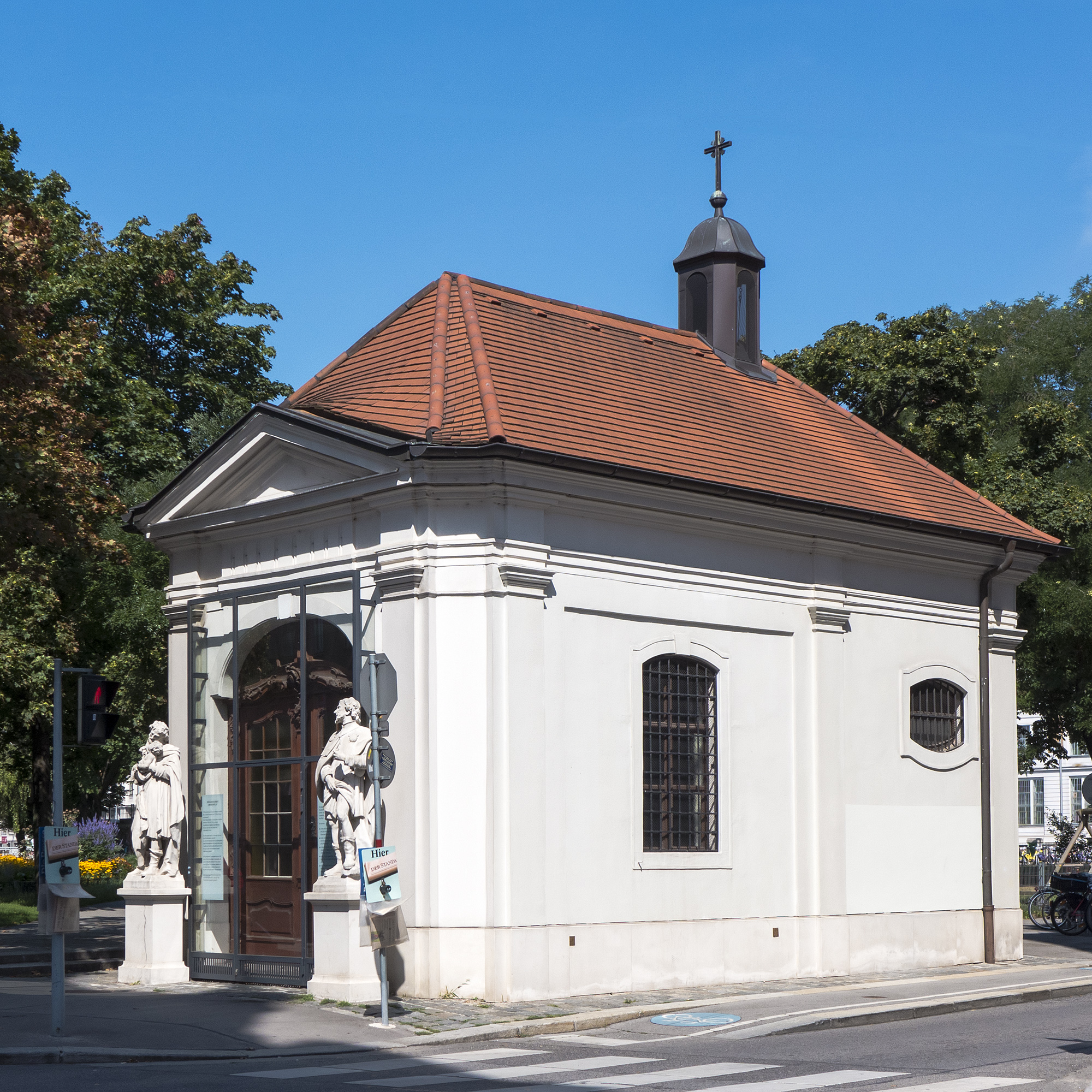
Die Hundsturmer Kapelle nach der Renovierung

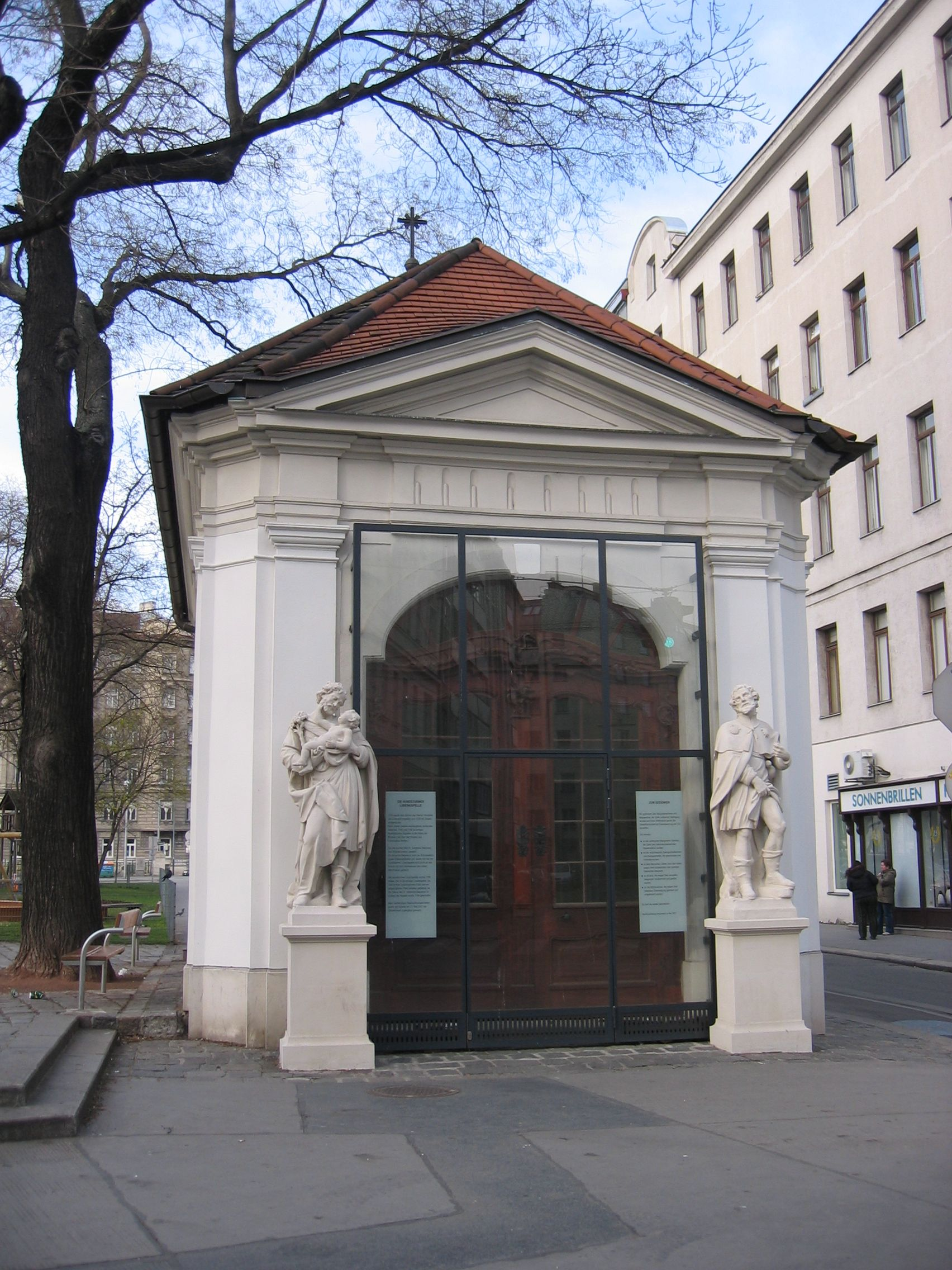
Frontale Ansicht

Die Hundsturmer Kapelle (auch benannt als: Hundsturm-Kapelle, Hundsturmkapelle, Johannes-Nepomuk-Kapelle, Hl. Johannes Nepomuk Kapelle) ist eine römisch-katholische, ehemalige Linienkapelle im 5. Wiener Gemeindebezirk Margareten, an der Ecke Schönbrunner Straße und St.-Johann-Gasse, am Rand des Bruno-Kreisky-Parks, und gehört zur Pfarrkirche St. Josef zu Margareten. Es handelt sich um eine der wenigen bis heute bestehenden Linienkapellen Wiens.

## Geschichte
Zwischen 1740 und 1760 wurden an den Toren des Linienwalls, über dessen Wassergraben Zugbrücken führten, 18 Kapellen errichtet, die alle dem heiligen Nepomuk (Schutzpatron der Brücken) geweiht waren. Zweck der Kapellen war, allen von und nach Wien Reisenden sowie den in den Linienämtern beschäftigten Mautbeamten die Gelegenheit zu bieten, ihre Andacht zu verrichten und die Messe zu hören.
Ursprünglich war die Hundsturmer Kapelle von acht lebensgroßen Heiligenstatuen flankiert. Vier dieser Statuen, der hl. Florian, der hl. Josef, der hl. Rochus und der hl. Ludwig, gelangten 1896 in den Garten des Hauses Linzer Straße 466 im 14. Bezirk, Bezirksteil Hütteldorf. Sankt Ludwig steht heute unweit davon im Hütteldorfer Friedhof, die anderen drei wurden retourniert und stehen wieder vor bzw. neben der Hundsturmer Kapelle.

## 21. Jahrhundert
Als einzige Linienkapelle ist die 1759 an der Hundsturmer Linie errichtete (auch Schönbrunner Kapelle genannt) an ihrem ursprünglichen Standort und im Originalzustand erhalten geblieben. Anfang des 21. Jahrhunderts wurde die barocke Kapelle in sieben Jahren mit rund 290.000 € generalsaniert. Dabei wurden Fresken des Malers Franz Anton Maulbertsch entdeckt und der Kapellenboden wurde auf das ursprüngliche Niveau abgesenkt.